# Bataille d'Ennery
Révolution haïtienne
Batailles
Insurrections (1791-1793)
- Bois-Caïman
- Croix-des-Bouquets
- Morne Pelé
- 1re La Tannerie
- Port-au-Prince
- Le Cap-français

Interventions espagnoles et britanniques (1793-1798)
- 2e La Tannerie
- Marmelade
- Saint-Michel-de-l'Attalaye
- Ennery
- 3e La Tannerie
- Fort-Dauphin
- 1re Tiburon
- L'Acul
- La Bombarde
- 2e Tiburon
- Les Gonaïves
- Port-Républicain
- 1re Dondon
- Massacre de Fort-Dauphin
- Saint-Marc
- Léogane
- Saint-Raphaël
- Trutier
- 3e Tiburon
- 1re Verrettes
- Grande-Rivière
- Mirebalais
- Las Cahobas
- 2e Verrettes
- Petite-Rivière
- 2e Dondon
- 1re Les Irois
- Jean-Rabel
- 2e Les Irois

Guerre des couteaux (1799-1800)
- Jacmel

Expédition de Saint-Domingue (1802-1803)
- La Ravine-à-Couleuvres
- Kellola
- Plaisance
- La Crête à Pierrot
- Noyades du Cap-Français
- Port-au-Prince
- Vertières
- Massacres de 1804 en Haïti

La bataille d'Ennery se déroule le 16 août 1793, pendant la Révolution haïtienne. Elle s'achève par la victoire des républicains qui reprennent la ville d'Ennery aux Espagnols

## Prélude
Après la défaite du lieutenant-colonel Desfourneaux à la bataille de Saint-Michel-de-l'Attalaye et sa retraite sur Les Gonaïves, le général Toussaint Louverture passe à son tour à l'offensive depuis la ville de Marmelade. Le 13 août, il attaque le poste Pilboreau, défendu par Paul Lafrance, qui se replie sur Les Gonaïves afin de réclamer des secours. De son côté, l'officier mulâtre Duvigneau, commandant de la ville d'Ennery, se rend à Toussaint Louverture sans opposer de résistance. 
Toussaint adresse alors un courrier aux habitants des Gonaïves pour leur demander de se rendre. Le commandant Duvigneau y apporte lui-même sa signature. La nouvelle provoque un mouvement de panique aux Gonaïves, où des centaines d'hommes, de femmes et d'enfants s'agglutinent sur la plage, dans l'espoir de s'embarquer sur des canots. 

## Déroulement
Cependant, le 16 août, une colonne républicaine commandée par Antoine Chanlatte attaque Ennery depuis Plaisance,,. Rapidement, elle reprend la ville, ainsi que les postes de Rouffelier et de la Crête-Salée, et met en fuite les troupes de Toussaint qui se replient sur Marmelade. Les républicains s'emparent de plusieurs pièces d'artillerie et délivrent 112 malades, puis ils se retirent sur Les Gonaïves.